# 電波型式の表記法
電波型式の表記法（でんぱかたしきのひょうきほう）とは、電波監理委員会規則電波法施行規則（以下、「施行規則」と略す。）第4条の2に規定する、電波の変調方式（ラジオ放送で言えば振幅変調（AM）、周波数変調（FM）等の違い）や占有帯域幅を表す表記法である。
電波法令およびこれに基づく行為にはこの規定により表記される。

## 表記法
1979年（昭和54年）の世界無線通信主管庁会議（WARC79）で採択されたもので、日本では1983年（昭和58年）7月1日に施行された。但し、アマチュア局については、2004年（平成16年）1月13日に施行された。なお、無線局免許状の表記については、同規則附則にある経過措置により、免許の有効期限内は書換えを必要としなかった。
| 一字目 | 一字目 | 一字目 | 一字目 |                                                                           | 二字目 | 二字目                             |       | 三字目 | 三字目 |
| 主搬送波の変調形式                                                                                               | 主搬送波の変調形式                                                                                               | 主搬送波の変調形式                                                                                               | 記 号  | 主搬送波を変調する信号の性質                                              | 記 号  | 伝送情報                           | 記 号 |        |        |
| 無変調 | 無変調 | 無変調 | N      | 変調信号なし                                                              | 0      | 無情報                             | N     |        |        |
| 振幅変調 | 両側波帯 | 両側波帯 | A      | 副搬送波を使用しないデジタル信号の単一チャンネル                          | 1      | 電信（聴覚受信）                   | A     |        |        |
| 振幅変調 | 単側波帯 | 全搬送波 | H      | 副搬送波を使用しないデジタル信号の単一チャンネル                          | 1      | 電信（聴覚受信）                   | A     |        |        |
| 振幅変調 | 単側波帯 | 低減搬送波 | R      | 副搬送波を使用しないデジタル信号の単一チャンネル                          | 1      | 電信（聴覚受信）                   | A     |        |        |
| 振幅変調 | 単側波帯 | 抑圧搬送波 | J      | 副搬送波を使用しないデジタル信号の単一チャンネル                          | 1      | 電信（自動受信）・印刷電信（RTTY） | B     |        |        |
| 振幅変調 | 独立側波帯 | 独立側波帯 | B      | 副搬送波を使用するデジタル信号の単一チャンネル                            | 2      | 電信（自動受信）・印刷電信（RTTY） | B     |        |        |
| 振幅変調 | 残留側波帯 | 残留側波帯 | C      | 副搬送波を使用するデジタル信号の単一チャンネル                            | 2      | 電信（自動受信）・印刷電信（RTTY） | B     |        |        |
| 角度変調 | 周波数変調 | 周波数変調 | F      | 副搬送波を使用するデジタル信号の単一チャンネル                            | 2      | ファクシミリ                       | C     |        |        |
| 角度変調 | 位相変調 | 位相変調 | G      | 副搬送波を使用するデジタル信号の単一チャンネル                            | 2      | データ伝送、遠隔測定、遠隔指令     | D     |        |        |
| 振幅変調および角度変調であって、同時に、または一定の順序で変調するもの                                           | 振幅変調および角度変調であって、同時に、または一定の順序で変調するもの                                           | 振幅変調および角度変調であって、同時に、または一定の順序で変調するもの                                           | D      | アナログ信号の単一チャンネル                                              | 3      | データ伝送、遠隔測定、遠隔指令     | D     |        |        |
| パルス変調 | 無変調 | 無変調 | P      | デジタル信号の二以上のチャンネル                                          | 7      | 電話（音響の放送を含む）           | E     |        |        |
| パルス変調 | 振幅変調 | 振幅変調 | K      | デジタル信号の二以上のチャンネル                                          | 7      | 電話（音響の放送を含む）           | E     |        |        |
| パルス変調 | 幅変調または時間変調                                                                                             | 幅変調または時間変調                                                                                             | L      | デジタル信号の二以上のチャンネル                                          | 7      | 電話（音響の放送を含む）           | E     |        |        |
| パルス変調 | 位置変調または位相変調                                                                                           | 位置変調または位相変調                                                                                           | M      | アナログ信号の二以上のチャンネル                                          | 8      | テレビジョン（映像）               | F     |        |        |
| パルス変調 | パルス期間中に角度変調                                                                                           | パルス期間中に角度変調                                                                                           | Q      | アナログ信号の二以上のチャンネル                                          | 8      | テレビジョン（映像）               | F     |        |        |
| パルス変調 | 上記の組合せ、または他の方法                                                                                     | 上記の組合せ、または他の方法                                                                                     | V      | アナログ信号の二以上のチャンネル                                          | 8      | テレビジョン（映像）               | F     |        |        |
| 上記に該当しないもので、振幅、角度またはパルスのうち二以上を組み合わせて、同時に、または一定の順序で変調するもの | 上記に該当しないもので、振幅、角度またはパルスのうち二以上を組み合わせて、同時に、または一定の順序で変調するもの | 上記に該当しないもので、振幅、角度またはパルスのうち二以上を組み合わせて、同時に、または一定の順序で変調するもの | W      | 1以上のアナログ信号チャンネルと、一以上のデジタル信号チャンネルの複合方式 | 9      | 上記の組合せ                       | W     |        |        |
| その他 | その他 | その他 | X      | その他                                                                    | X      | その他                             | X     |        |        |

### 表記例
- ラジオ放送
  - 中波放送（AM放送、MW放送、モノラル信号）、短波放送（SW放送） →A3E
  - 中波放送（AM放送、MW放送、ステレオ信号）→D8E （AMステレオ放送）
  - 超短波放送（FM放送、モノラル信号）→F3E （NHK第1,第2の補完放送[5]及び2014年の補完放送制度実施前における混信対策放送[6]等）
  - 超短波放送（FM放送、ステレオ信号）→F8E
- アナログテレビジョン放送
  - 映像部分→C3F
  - 音声部分（モノラル）→F3E
  - 音声部分（ステレオ・音声多重放送）→F8E
- デジタルテレビジョン放送 →X7W
- FAX→J3C,F3C
- 標準電波（電波時計）→A1B
- オービス（速度違反取締機）→N0N
- RTTY（ラジオテレタイプ）→F1B
- モールス通信→A1A,A2A,F2A

### 占有帯域幅の表記
無線局の免許申請にあたり、無線設備規則（以下、「設備規則」と略す。）別表第2号の各号が適用され、占有帯域幅の表記を要する場合は、無線局免許手続規則別表第2号「無線局事項書の様式」各号の注による。
| 占有周波数帯幅の範囲                                                                             | 記載方法   |
| ------------------------------------------------------------------------------------------------ | ---------- |
| 0.001Hz〜999Hz                                                                                   | H001〜999H |
| 1.00kHz〜999kHz                                                                                  | 1K00〜999K |
| 1.00MHz〜999MHz                                                                                  | 1M00〜999M |
| 1.00GHz〜999GHz                                                                                  | 1G00〜999G |
| 注1 電波の型式に冠して記載する。 注2 3数字と1文字で表す。 注3 最初の記号に0、K、M、Gを用いない。 |            |

無線局免許状の電波の型式にも記載される。

## 旧表記
- 1950年（昭和25年）6月30日　設備規則制定の際に定められる[8]。
- 1961年（昭和36年）6月1日　設備規則から施行規則へ移行した[9][10]。

| 一字目             | 一字目 | | 二字目 | 二字目       |                | 三字目 | 三字目 | 三字目 |
| 主搬送波の変調     | 記 号  | 伝送の型式 | 記 号  | 補足的特性   | 補足的特性     | 記 号  |        |        |
| 振幅変調           | A      | 情報を送るための変調の無いもの                                                                                                   | 0      | 両側波帯     | 両側波帯       | 無     |        |        |
| 振幅変調           | A      | 変調用可聴周波数を使用しない電信                                                                                                 | 1      | 単側波帯     | 低減搬送波     | A      |        |        |
| 振幅変調           | A      | 一もしくは二以上の変調用可聴周波数の電鍵開閉操作、または変調波の電鍵開閉操作（特別の場合には、電鍵を操作しない変調波）による電信 | 2      | 単側波帯     | 全搬送波       | H      |        |        |
| 周波数（位相）変調 | F      | 一もしくは二以上の変調用可聴周波数の電鍵開閉操作、または変調波の電鍵開閉操作（特別の場合には、電鍵を操作しない変調波）による電信 | 2      | 単側波帯     | 抑圧搬送波     | J      |        |        |
| 周波数（位相）変調 | F      | 電話（音響の放送を含む） | 3      | 二独立側波帯 | 二独立側波帯   | B      |        |        |
| 周波数（位相）変調 | F      | ファクシミリ（主搬送波を直接に、または周波数変調した副搬送波で変調したもの）                                                     | 4      | 残留側波帯   | 残留側波帯     | C      |        |        |
| 周波数（位相）変調 | F      | テレビジョン（映像のみ） | 5      | パルス       | 振幅変調       | D      |        |        |
| パルス変調         | P      | 四周波ダイプレックス | 6      | パルス       | 幅、時間変調   | E      |        |        |
| パルス変調         | P      | 音声周波多重通信 | 7      | パルス       | 位相、位置変調 | F      |        |        |
| パルス変調         | P      | 上記に該当しない伝送、または複合した伝送                                                                                         | 9      | パルス       | 符号変調       | G      |        |        |

## アマチュア無線に関して

### 一括記載コード
アマチュア局に対してのみ、複数の電波型式を一括して表示する一括記載コードが適用される。無線局免許状や無線局事項書（工事設計書を除く。）には指定周波数毎にコードに含まれる電波型式について一括して表記される。

### 無線業務日誌、交信証の表記
無線業務日誌（交信ログ）や交信証明書（QSLカード）は、私文書でありこの表記法によることを必要としない。一般的にAM、FM、SSB、CWなどの英字表記を用いる。